# 빅 브라더 (텔레비전 프로그램)

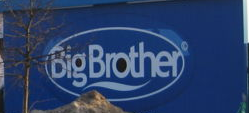

《빅 브라더》(Big Brother)는 네덜란드 언론 거물인 John de Mol이 만든 리얼리티 TV 프로그램이다. 이 프로그램은  일정 기간 외부 세상과 단절된 채 텔레비전 카메라의 감시를 받는 큰 집에서 24시간 함께 생활하는 동거인을  보여준다. 약 3개월 동안 12~16명의 참가자가 그 집에 들어간다. 최종 상금을 획득하려면 참가자는 정기적인 축출 투표에서 살아남아서 마지막까지 남는 한 사람이 되어야 한다. 빅 브라더의 최초 판은 1999년 네덜란드 상업 방송 채널인 Veronica에서 방송되었다. 그 후로 이 방송 형식은 전 세계적인 텔레비전 프로그램이 되어 여러 가지 판으로 많은 나라에서 방송되고 있다.

## 역사
이 쇼의 제목은 영국의 조지 오웰의 소설《1984》에서 유래됐다. 이 소설에서 '빅 브라더 (1984년)'의 의미는 사회학적 통찰과 풍자로 유명한 긍정적 의미로는 선의 목적으로 사회를 돌보는 보호적 감시, 부정적 의미로는 음모론에 입각한 권력자들의 사회통제의 수단을 말한다. .

## 진행 방법
"빅 브라더"는 리얼리티 텔레비전 쇼로 사람들이 바깥 세상과 고립된 큰 집에서 함께 산다. 그 집안에는 여러대의 카메라가 설치되어 있는데 시청자는 계속해서 카메라를 통해 집 내부를 볼 수 있다. 각 시리즈는 약 3개월에 걸쳐 지속 되고 15명 정도 되는 참가자들이 있다. 참가자들은 탈락시킬 한명을 지명한다. 2명이 한꺼번에 탈락 할 수도 있고 드물게는 모두 탈락하는 경우도 있다. 참가자들은 개인적으로 탈락시킬 사람을 지명하고 그 지명된 사람을 시청자에게 발표한다. 그리고 시청자들은 전화를 통해 누구를 탈락시킬지 투표한다. 참가자들은 그 집에서 탈락되지 않고 최후의 1인이 되는 것이 이 쇼의 최종 목표이다. 마지막으로 남은 최후의 1인은 상금과 차 휴가 등을 상으로 받게 된다.
여러 나라들이 《빅 브라더》의 포맷을 응용할 때 그 나라의 정서에 맞게 형태가 변했지만 일반적인 컨셉은 원작과 같다. 예를 들어 참가자들은 카메라에 그들의 행동이 모두 녹화되는 특별히 설계된 집에서 한정된 생활을 하고 바깥 세계와 연결된 어떤 연락도 허락되지 않는다. 이 부분에서는 각 나라별로 그리고 시즌별로 다르긴 하지만 어떤 나라에서는 외부 신문이나 잡지 등을 읽는 것조차 허용되지 않으며 립스틱이나 아이라이너를 사용하는 행위까지 제약을 두기도 한다. 그래서 초창기 《빅 브라더》는 '생존'과 가까운 분위기였다. 그래서 음식까지 제한을 두고 심지어 고급 물건을 취급하는 것까지 금지 했다. 하지만 최근 시리즈에서는 현대식 집을 제공하고 여러 가지 고급 시설을 갖추고 있다. 참가자들은 PD가 지정해 놓은 업무를 해결해야 한다. 여기에서 말하는 PD는 참가자들 사이에서 '빅 브라더'라고 통한다. PD가 주는 일은 참가자들의 협동 능력을 시험하기 위한 것이다.